# 브루클린 프룰
브루클린 프루(Brooklynn Proulx, 영어 발음: /pruː/, 1999년 4월 27일 ~ )는 캐나다의 배우이다.

## 출연 작품

### 영화
- 브로크백 마운틴 (2005)
- 비겁한 로버트 포드의 제시 제임스 암살 (2006)
- 라자루스 프로젝트 (2008)
- 반딧불이 정원 (2008)
- 시간 여행자의 아내 (2009)
- 발렌타인 데이 (2010)
- 피라냐 (2010)
- 쉘터 (2010)